# واقعه ۱۳۲۸ ابرکوه
۱۳ دیِ ۱۳۲۸ زنی با پنج فرزندش در رباطِ ابرکوه کشته شد. ۹ شهریورِ ۱۳۹۲ موزه‌ای به نامِ «عبرت» به یادِ این رویداد در ابرکوه افتتاح شد.